# アンナ・シェルバコワ
アンナ・スタニスラーボブナ・シェルバコワ（Анна Станиславовна Щербакова、2004年3月28日 - ）は、ロシアのフィギュアスケート選手（女子シングル）。2022年北京オリンピック金メダリスト。2021年世界選手権優勝、2022年欧州選手権優勝、ロシア選手権3連覇。
シニアの女子選手として史上初めて4回転ルッツおよび4回転ルッツ-3回転トウループのコンビネーションジャンプを成功させた。

## 人物
ソチ・オリンピック団体戦の金、平昌オリンピック女子シングルの金・銀メダリストを育てたエテリ・トゥトベリーゼコーチから指導を受けている選手の一人。同じく指導を受けているアレクサンドラ・トゥルソワ、アリョーナ・コストルナヤとフィギュアスケートの国際的な年齢規定で同世代である。
憧れの選手は浅田真央。美しい滑りと高難度ジャンプを称賛していた。
クマのぬいぐるみコレクションを持っている。

## 技術・演技
アクセルを除く5種類の3回転ジャンプを跳ぶことができる。コンビネーションジャンプにおいてはセカンド3回転トウループ、セカンド3回転ループ、サード3回転サルコウの全てを得意としており、特に基礎点の高い3回転ルッツ-3回転ループのコンビネーションは大きな武器である。
また、アクセルを除くと基礎点が最も高い4回転ルッツと、その次に基礎点が高い4回転フリップを跳ぶことができる。
2019年ロンバルディア杯において、4回転ルッツに、シニアの女子選手として初めて成功した。
2019年スケートアメリカのフリースケーティング（以下、フリー）で、4回転ルッツ2本（4回転ルッツ－3回転トゥループのコンビネーションジャンプ及び単独の4回転ルッツ）を成功させた。これは、シニアの女性選手として公式戦で初めての記録となった。

## 経歴
2004年3月28日、三姉妹の次女として生まれる。祖父は物理学の教授。父はモスクワ大学を卒業した地質学者。母も同じくモスクワ大学を卒業した結晶学者である。

### ジュニア時代
3才の時、姉の影響でフィギュアスケートを始める。7歳の時に、サンボ70、フルスタリヌイ（クリスタル）学科に入学した。2013年（9歳）から、エテリ・トゥトベリーゼの指導を受ける。モスクワのサンボ70に所属している。
2016年ロシアノービス選手権で優勝する。しかし、その直後に腕を骨折し、復帰してロシアフィギュアスケート選手権で2位になるも、次は足を骨折して2017–2018シーズンは半分程度欠場した。2018年1月のロシアジュニア選手権は13位に終わったが、2月の国内大会、ロシア杯決勝大会 女子ジュニア・スポーツマスター候補者部門では翌月世界ジュニア選手権を制することになるアレクサンドラ・トゥルソワを抑えて優勝した。

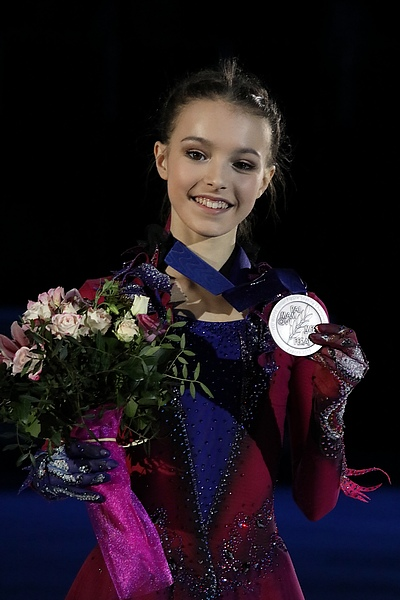
銀メダルを獲得した2019年世界ジュニア選手権

2018年8月のジュニアグランプリシリーズブラチスラヴァ大会で国際大会デビューし、2位に18ポイント差をつけての鮮烈な初優勝で飾った。カナダ（リッチモンド）大会でも優勝。2018年ジュニアグランプリファイナルでは珍しくミスを重ね5位と初黒星。それでも続くロシア選手権ではフリーで躍進し、トゥルソワにわずか0.07ポイント差をつけ優勝。2019年世界ジュニア選手権はトゥルソワにリベンジされ準優勝。

### シニア時代

#### 2019–2020シーズン：シニアデビュー、欧州選手権準優勝

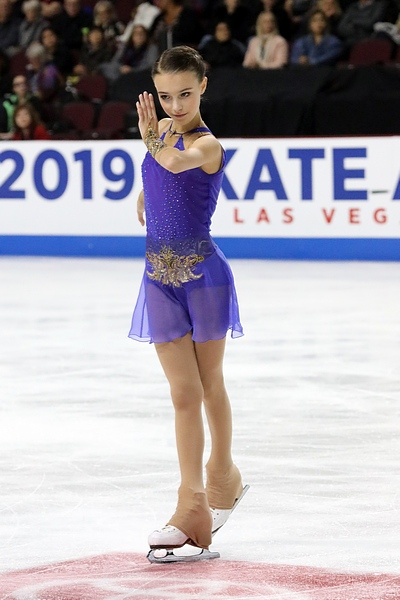
グランプリシリーズ初優勝を飾った2019年スケートアメリカ

2019年9月にイタリアで開催された、ISUチャレンジャーシリーズのロンバルディア杯でシニアデビュー。フリーではシニア女子史上初となる4回転ルッツを成功させ、またもデビュー勝利を果たした。2019年スケートアメリカでグランプリシリーズデビューを果たし、ショートプログラム（以下、SP）で4位、フリーで1位を記録し、優勝した。この大会で、国際大会で2つの4回転ルッツおよび4回転ルッツ-3回転トウループのコンビネーションを着氷させた最初の女子選手となった。2戦目の中国杯でも優勝。
初出場のグランプリファイナルでは、フリーで1位になる奮闘を見せたが、合計ではアリョーナ・コストルナヤの後塵を拝し、シニア初黒星を喫した。しかし、ロシア選手権では、SPでコストルナヤに10点差をつけられるも、2つの4回転ルッツと4回転フリップを成功させる圧巻のフリーで逆転連覇を果たした。女子の演技構成点は男子の5分の4にすぎないにもかかわらず、この時の合計得点は同大会男子のチャンピオンであるドミトリー・アリエフを上回っていた。2月の欧州選手権ではコストルナヤに次ぐ2位となった。代表内定していた3月の世界選手権は新型コロナ流行の影響で中止となった。

#### 2020–2021シーズン：世界選手権初優勝、ロシア選手権3連覇
2020年11月頃に肺炎を患うアクシデントがあった（ただしCOVID-19ではなかった）ものの、翌月のロシア選手権では盤石のパフォーマンスを見せ、20年ぶりとなる3連覇を成し遂げた。世界選手権でもSP1位、フリー2位の累計でトップとなり、世界チャンピオンとなった。同大会では2位にエリザベータ・トゥクタミシェワ、3位にトゥルソワとロシア勢が表彰台を独占し、1国が独占するのは1991年のアメリカ勢以来のことだった。
大阪府で開催の国別対抗戦の代表入りし、来日。SP・フリーともに1位の演技を見せ、ロシアの優勝に貢献した。

#### 2021–2022シーズン：北京オリンピック金メダル
6月に足の怪我をしてロシアでの強化合宿を欠席。10月のブダペスト杯では、後輩のマイア・フロミフに敗れて2位に終わった。五輪代表選考が迫る中、11月のグランプリイタリア大会ではSPの得点が71.73点に留まり、不安を見せた。それでも、フリーでは165.05点の高得点を叩き出し、貫録の逆転勝ちをおさめた。
五輪選考会となるロシア選手権では、SPは2位発進したが、フリーは2度のジャンプ転倒があり4位。1位のカミラ・ワリエワと2位のトゥルソワとは点差があるものの、総合3位に入ったため代表入りしたかと思われたが、トゥクタミシェワが良い演技をしたにもかかわらず総合7位だったことから、代表3枠目に関する論争が起きた（4-6位はジュニア選手なので選考外）。レジェンドのエフゲニー・プルシェンコが2人による再選考会開催を主張したり、記者から直接批判されたりするなど重圧がかかる中、欧州選手権に出場する。SPは69.05点で4位と苦しむが、フリーで4回転フリップを成功させて2位で巻き返し、総合2位に食い込んだ。シェルバコワはこの2日間を乗り越え、代表入りを確定させた。
北京オリンピックで五輪初出場。SPでは制限下での最高難易度となる3回転アクセルは組み込まない堅実な構成をミスなく遂行し、ワリエワに次ぐ2位となる80.20点をマーク。フリーでは、4回転フリップ2本を組み込んだ高レベルな内容を全要素で加点を得る完璧な滑りで披露。4回転5本のトゥルソワにはわずか及ばずも自己ベストの175.75点を叩き出し、合計255.95点で金メダルに輝いた。

#### 2022–2023シーズン
8月に左膝手術を受けると発表した。全治未定であるが、ロシアの選手は、今季の国際大会には出場できないこともあって、復帰の目処などは未発表であったが、2023年4月15日に参加したアイスショーでのジャンプを全て決め完全復帰と報道された。

## 主な戦績
| 国際大会 (シニア)      | 国際大会 (シニア) | 国際大会 (シニア) | 国際大会 (シニア) | 国際大会 (シニア) | 国際大会 (シニア) | 国際大会 (シニア) |
| 大会/年                | 2016-17           | 2017-18           | 2018-19           | 2019-20           | 2020-21           | 2021-22           |
| ---------------------- | ----------------- | ----------------- | ----------------- | ----------------- | ----------------- | ----------------- |
| 冬季オリンピック       |                   |                   |                   |                   |                   | 1                 |
| 世界選手権             |                   |                   |                   | C                 | 1                 |                   |
| 欧州選手権             |                   |                   |                   | 2                 | C                 | 1                 |
| 世界国別対抗戦         |                   |                   |                   |                   | T1 / P1           |                   |
| GPファイナル           |                   |                   |                   | 2                 |                   |                   |
| GP中国杯               |                   |                   |                   | 1                 |                   | C                 |
| GPスケートアメリカ     |                   |                   |                   | 1                 |                   |                   |
| GP ロステレコム杯      |                   |                   |                   |                   | WD                |                   |
| GP フランス国際        |                   |                   |                   |                   |                   | 1                 |
| GP イタリア            |                   |                   |                   |                   |                   | 1                 |
| CS ロンバルディア杯    |                   |                   |                   | 1                 |                   |                   |
| ブダペスト杯           |                   |                   |                   |                   |                   | 2                 |
| 国内大会               |                   |                   |                   |                   |                   |                   |
| ロシア選手権           |                   |                   | 1                 | 1                 | 1                 | 2                 |
| ロシアJr.選手権        |                   | 13                | 3                 |                   |                   |                   |
| ロシア杯ジュニア       | 8                 | 1                 |                   |                   |                   |                   |
| ロシアノービス選手権   | 2 A               |                   |                   |                   |                   |                   |
| 国際大会 (ジュニア)    |                   |                   |                   |                   |                   |                   |
| 世界ジュニア選手権     |                   |                   | 2                 |                   |                   |                   |
| JGPファイナル          |                   |                   | 5                 |                   |                   |                   |
| JGPカナダ              |                   |                   | 1                 |                   |                   |                   |
| JGPブラチスラヴァ      |                   |                   | 1                 |                   |                   |                   |
| 欧州ユースオリンピック |                   |                   | 1                 |                   |                   |                   |

### 詳細
- 太字はパーソナルベスト

| 2021-2022 シーズン    |                                                              |         |          |          |
| 開催日                | 大会名                                                       | SP      | FS       | 結果     |
| 2022年2月15日 - 17日  | 2022年北京オリンピック（北京）                               | 1 80.20 | 2 175.75 | 1 255.95 |
| 2022年1月10日 - 16日  | 2022年ヨーロッパフィギュアスケート選手権（タリン）           | 3 69.05 | 1 168.37 | 1 237.42 |
| 2021年12月21日 - 26日 | 2021年ロシアフィギュアスケート選手権（サンクトペテルブルク） | 2 81.46 | 4 158.10 | 3 239.56 |
| 2021年11月19日 - 21日 | ISUグランプリシリーズ 2021年フランス国際（グルノーブル）     | 1 77.94 | 1 151.75 | 1 229.69 |
| 2021年11月5日 - 7日   | ISUグランプリシリーズ 2021年イタリア大会（トリノ）           | 3 71.73 | 1 165.05 | 1 236.78 |
| 2021年10月14日 - 17日 | 2021年ブダペスト杯（ブダペスト）                             | 1 74.76 | 2 147.97 | 2 222.73 |

| 2020-2021 シーズン   |                                                      |         |          |               |
| 開催日               | 大会名                                               | SP      | FS       | 結果          |
| 2021年4月15日 - 18日 | 2021年世界フィギュアスケート国別対抗戦（大阪）       | 1 81.07 | 1 160.58 | 1 団体 241.65 |
| 2021年3月22日 - 28日 | 2021年世界フィギュアスケート選手権（ストックホルム） | 1 81.00 | 2 152.17 | 1 233.17      |

| 2019-2020 シーズン    |                                                        |         |          |          |
| 開催日                | 大会名                                                 | SP      | FS       | 結果     |
| 2019年12月5日 - 8日   | 2019/2020 ISUグランプリファイナル（トリノ）            | 3 78.27 | 1 162.65 | 2 240.92 |
| 2019年11月8日 - 10日  | ISUグランプリシリーズ 中国杯（重慶）                   | 1 73.51 | 1 152.53 | 1 226.04 |
| 2019年10月18日 - 20日 | ISUグランプリシリーズ スケートアメリカ（ラスベガス）   | 4 67.60 | 1 160.16 | 1 227.76 |
| 2019年9月13日 - 15日  | ISUチャレンジャーシリーズ ロンバルディア杯（ベルガモ） | 3 67.73 | 1 150.47 | 1 218.20 |

| 2018-2019 シーズン     |                                                           |         |          |          |
| 開催日                 | 大会名                                                    | SP      | FS       | 結果     |
| 2019年3月7日 - 9日     | 2019年世界ジュニアフィギュアスケート選手権（ザグレブ）    | 1 72.86 | 2 147.08 | 2 219.94 |
| 2019年2月10日 - 15日   | 欧州ユースオリンピック（サラエボ）                        | 1 72.57 | 1 130.22 | 1 202.79 |
| 2019年1月31日 - 2月4日 | ロシアジュニアフィギュアスケート選手権（ペルミ）          | 2 77.17 | 3 146.80 | 3 223.97 |
| 2018年12月19日 - 23日  | ロシアフィギュアスケート選手権（サランスク）              | 5 74.09 | 1 155.69 | 1 229.78 |
| 2018年12月6日 - 8日    | 2018/2019 ISUグランプリファイナル（バンクーバー）         | 6 56.26 | 5 125.57 | 5 181.83 |
| 2018年9月12日 - 15日   | ISUジュニアグランプリ JGPカナダ（リッチモンド）           | 1 65.07 | 1 130.49 | 1 195.56 |
| 2018年8月22日 - 25日   | ISUジュニアグランプリ JGPブラチスラヴァ（ブラチスラヴァ） | 1 73.18 | 1 132.21 | 1 205.39 |

| 2017-2018 シーズン   |                                                      |         |           |           |
| 開催日               | 大会名                                               | SP      | FS        | 結果      |
| 2018年2月19日 - 23日 | ロシア杯ジュニア（ノヴゴロド）                       | 3 68.99 | 2 141.86  | 1 210.85  |
| 2018年1月23日 - 26日 | ロシアジュニアフィギュアスケート選手権（サランスク） | 8 68.19 | 16 111.00 | 13 179.19 |

| 2016-2017 シーズン   |                                                          |         |          |          |
| 開催日               | 大会名                                                   | SP      | FS       | 結果     |
| 2017年3月3日 - 7日   | ロシアフィギュアスケートノービス選手権高齢（サランスク） | 4 61.75 | 1 127.03 | 2 242.18 |
| 2017年2月13日 - 17日 | ロシア杯ジュニア（サランスク）                           | 8 59.55 | 9 113.26 | 8 172.81 |

| 2015-2016 シーズン |                                                                    |         |          |          |
| 開催日             | 大会名                                                             | SP      | FS       | 結果     |
| 2016年3月3日 - 7日 | ロシアフィギュアスケートノービス選手権高齢（スタールイ・オスコル） | 3 62.01 | 1 124.56 | 1 237.53 |

| 2014-2015 シーズン   |                                                          |         |         |          |
| 開催日               | 大会名                                                   | SP      | FS      | 結果     |
| 2015年3月19日 - 23日 | ロシアフィギュアスケートノービス選手権低齢（ノヴゴロド） | 3 46.52 | 2 91.80 | 2 173.68 |

## プログラム使用曲
| シーズン  | SP | FS | EX |
| --------- | --- | --- | --- |
| 2021-2022 | Dangerous Affairs Total View 作：en:Inon Zur 振付：ダニイル・グレイヘンガウス The Songs of Distant Earth 作：Kirill Richter 振付：ダニイル・グレイヘンガウス | Ruska 作曲：アポカリプティカ Satan's Ball (from The Master and Margarita) 作曲：Igor Kornelyuk\| レクイエム 作曲：モーツァルト 演奏：デイヴィッド・ギャレット 振付：ダニイル・グレイヘンガウス               | アヴェ・マリア 演奏：ディマシュ・クダイベルゲン 振付：ダニイル・グレイヘンガウス 6つのグノシエンヌより第1番 作曲：エリック・サティ 演奏：ローランド・ペンティネン 火の鳥 作曲：イーゴリ・ストラヴィンスキー 振付：ダニイル・グレイヘンガウス |
| 2020-2021 | Elegie: O Doux printemps d'autrefois 作曲：ジュール・マスネ 演奏：ジョシュア・ベル 振付：ダニイル・グレイヘンガウス                                          | Morning Passages (from The Hours) 作曲：フィリップ・グラス Forgiveness (from The Home of the Dark Butterflies) 作曲：Panu Aaltio Beethoven's 5 Secrets 作曲：ピアノ・ガイズ 振付：ダニイル・グレイヘンガウス | Everybody Wants to Rule the World (from The Hunger Games: Catching Fire) 演奏：ロード 振付：ダニイル・グレイヘンガウス |
| 2019-2020 | 映画『パフューム ある人殺しの物語』より The Girl with the Plums / Meeting Laura / Laura's Murder                                                             | 6つのグノシエンヌより第1番 作曲：エリック・サティ 演奏：ローランド・ペンティネン 火の鳥 作曲：イーゴリ・ストラヴィンスキー                                                                                   | Till The AM 作曲：TroyBoi |
| 2018-2019 | 秋のささやき 作曲：リチャード・クレイダーマン | 序奏とロンド・カプリチオーソ 作曲：カミーユ・サン＝サーンス | Dreamcatcher 作曲：シークレット・ガーデン |
| 2017-2018 | ノクターン 第2番変ホ長調 作品9の2 作曲：フレデリック・ショパン                                                                                               | Dreamcatcher 作曲：シークレット・ガーデン | |
| 2016–2017 | Sikuriadas 作曲： Sergeant Early and Ghost Dance | Dreamcatcher 作曲： シークレット・ガーデン | |
| 2015–2016 | Sikuriadas 作曲： Sergeant Early and Ghost Dance | Song of Sheherezade 作曲： デヴィッド・アーカンストーン | |
| 2014–2015 | Tango 作曲：Leandra Gamine (instrumental) | Song of Sheherezade 作曲： デヴィッド・アーカンストーン | |